# Jean-Pierre Lebouder

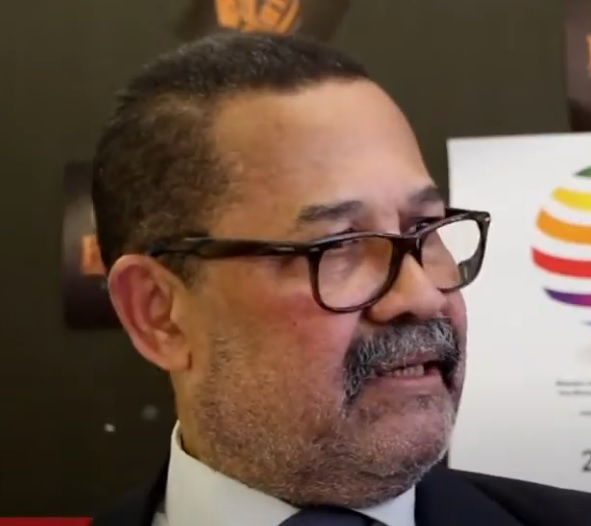
Jean-Pierre Lebouder (2015)

Jean-Pierre Lebouder (* 1944 in Fort Sibut) war von 1980 bis 1981 Premierminister der Zentralafrikanischen Republik.

## Beruflicher Werdegang
Lebouder gehört der Ethnie der Banziri an. Er studierte am Collège Émile Gentil in Bangui und an der École nationale supérieure agronomique (ENSAT) in Toulouse, wo er 1971 als Agraringenieur abschloss. Danach war er als Abteilungsleiter am Ministerium für Landwirtschaft und Viehzucht tätig und übernahm ab 1972 leitende Funktionen an der Union cotonniere centrafricaine (UCCA). Die UCCA war ein 1964 von David Dacko initiiertes Joint Venture zur Steuerung des nationalen Baumwollmarktes zwischen der Regierung und vier europäischen Unternehmen, die dort zuvor ein Einkaufsmonopol innegehabt hatten. Mit der Verstaatlichung des Unternehmens im Mai 1974 wurde Lebouder Generaldirektor der UCCA.
Nach Ende seiner Amtszeit als Minister unter Dacko 1981 war Lebouder unter anderem für die Weltbank tätig. So saß er von 1990 bis 1994 als Executive Director des Office EDS13, welches eine Reihe von afrikanischen Staaten vertritt, im Board der World Bank Group. Bis 2002 wirkte er in Lomé als Repräsentant der Zentralafrikanischen Republik gegenüber dem Internationalen Währungsfonds.

## Politische Laufbahn
Unter Jean-Bédel Bokassa wurde Lebouder am 14. Dezember 1976 zum Minister für Landwirtschaft, Viehzucht, Wasser, Forstwirtschaft, Jagd, Fischerei und Tourismus ernannt sowie am 17. Juli 1978 zum Minister für Wirtschaftsplanung, allgemeine Statistik und internationale Zusammenarbeit.
Der seit einem Putsch am 26. September 1979 regierende Präsident David Dacko übernahm Lebouder am gleichen Tag in seine Regierung als Minister für Wirtschaftsplanung und Zusammenarbeit. Lebouder trat der von Dacko im März 1980 gegründeten Partei Union Démocratique Centrafricaine (UDC) bei. Am 12. November 1980 übernahm er das Amt des Regierungschefs, das Dacko seit August 1980 vorübergehend selber wahrgenommen hatte. Lebouders Amtszeit endete am 4. April 1981, als der im März bei den ersten Präsidentschaftswahlen seit 1964 bestätigte Dacko den bisherigen Justizminister Bozanga zum neuen Premierminister ernannte.
Am 12. Dezember 2003 wurde Lebouder Finanz- und Wirtschaftsminister unter dem neuen Regierungschef Célestin Gaombalet und blieb bis zum 15. August 2004 im Amt. Zwei Tage zuvor hatte er wegen Unstimmigkeiten mit dem seit März 2003 regierenden Präsident François Bozizé seinen Rücktritt eingereicht.